# Eriosema pseudostolzii
Eriosema pseudostolzii är en ärtväxtart som beskrevs av Bernard Verdcourt. Eriosema pseudostolzii ingår i släktet Eriosema och familjen ärtväxter. Inga underarter finns listade i Catalogue of Life.